# Karolinerhuset

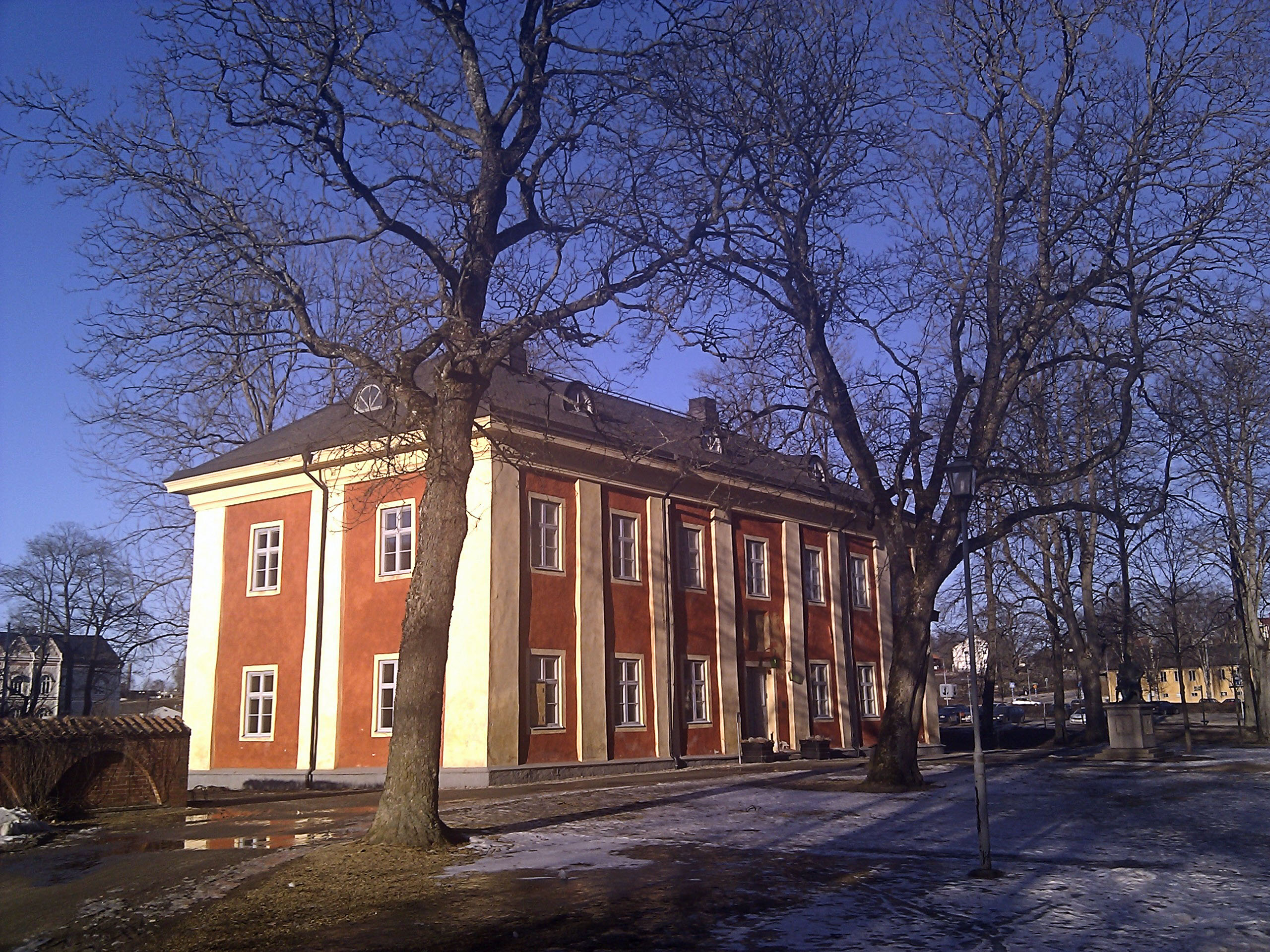
Karolinerhuset i Växjö, från sydväst.

Karolinerhuset, ursprungligen en gymnasiebyggnad. Uppförd i Växjö, Kronobergs län, under tidigt 1700-tal. Byggnaden är Växjös äldsta byggnad och har en central placering i staden, nära Växjö domkyrka.

## Historia
Karolinerhuset uppfördes mellan 1696 och 1715 med hjälp av ryska straffångar. Fram till 1850 var byggnaden skolhus, men bytte sedan uppgift och blev stift- och landsbibliotek. Som skolhus fanns här både gymnasium och den lägre skolan. Året efter färdigställandet inledde Carl Linneaus sina studier här. Hans utbildning varade i 11 år.
År 1824 höll Esaias Tegnér, skald och Växjös blivande biskop, ett tal om Linné som Sveriges stolthet. Han kom att hålla många tal i Karolinerhusets solennitetssal. Tegnér står nu som staty söder om byggnaden. Sedan 2006 ägs huset av Växjö domkyrkoförsamling.

## Kända personer med anknytning hit[3]
- Carl von Linné
- Esaias Tegnér
- Peter Wieselgren
- Pehr Henrik Ling
- Johan Forsander